# Altilia (Santa Severina)
Altilia è una frazione del comune di Santa Severina (KR) e dista dal medesimo comune 4,90 km.

## Storia

### Monumenti e luoghi d'interesse

#### Il monastero della Madonna della Calabria
Dopo il 1100 sorse nella frazione di Altilia il santuario mariano di riferimento dell'intera Calabria. Sostenuto originariamente dai Normanni, era posto sotto la diretta tutela dell'imperatore Federico II di Svevia. In relazione a quanto riportato da Ferdinando Ughelli, a Santa Severina, alla fine del mese di maggio del 1099, Ruggero Borsa, figlio di Roberto il Guiscardo, confermò al vescovo Policronio il possesso del monastero di Calabromaria. Il medesimo vescovo, sempre a Santa Severina, ricevette una riconferma da parte di Ruggero II, il primo giorno di giugno dell'anno 1115, VIII Indizione. Tra la metà del Cinquecento e gli esordi del Seicento abati commendatari del Monastero furono i Barracco. A Tiberio Barracco si deve la conservazione dei documenti d'archivio antichi di Calabromaria, fatti trascrivere nel 1581 presso pubblico notaio: una copia del manoscritto è custodita presso l'Archivio storico di Napoli. Ciò che restava del complesso di Calabromaria fu trasformato in palazzo baronale della famiglia Barracco all'inizio del XIX secolo. Oggi è in parte di proprietà comunale ed in parte occupato da abitazioni private.
Ricerche archeologiche condotte nel 2010 hanno evidenziato lo stato di degrado e di totale trasformazione di alcune cavità artificiali esistenti (almeno tre) sul fronte della scarpata antistante il palazzo Barracco. I materiali rinvenuti non sono comunque anteriori al XIX secolo a testimoniare che l'edificazione del palazzo baronale ha fatalmente compromesso anche la conservazione delle aree adiacenti.
Nel 2011 il Soprintendente per i Beni Architettonici e Paesaggistici per le provincie di Cosenza, Catanzaro e Crotone, Giuseppe Stolfi, ha affermato che il complesso monumentale del Palazzo Barracco (ex monastero di Calabromaria) si segnala per la densità storica, la continuità d'uso e la sostanziale conservazione delle strutture.

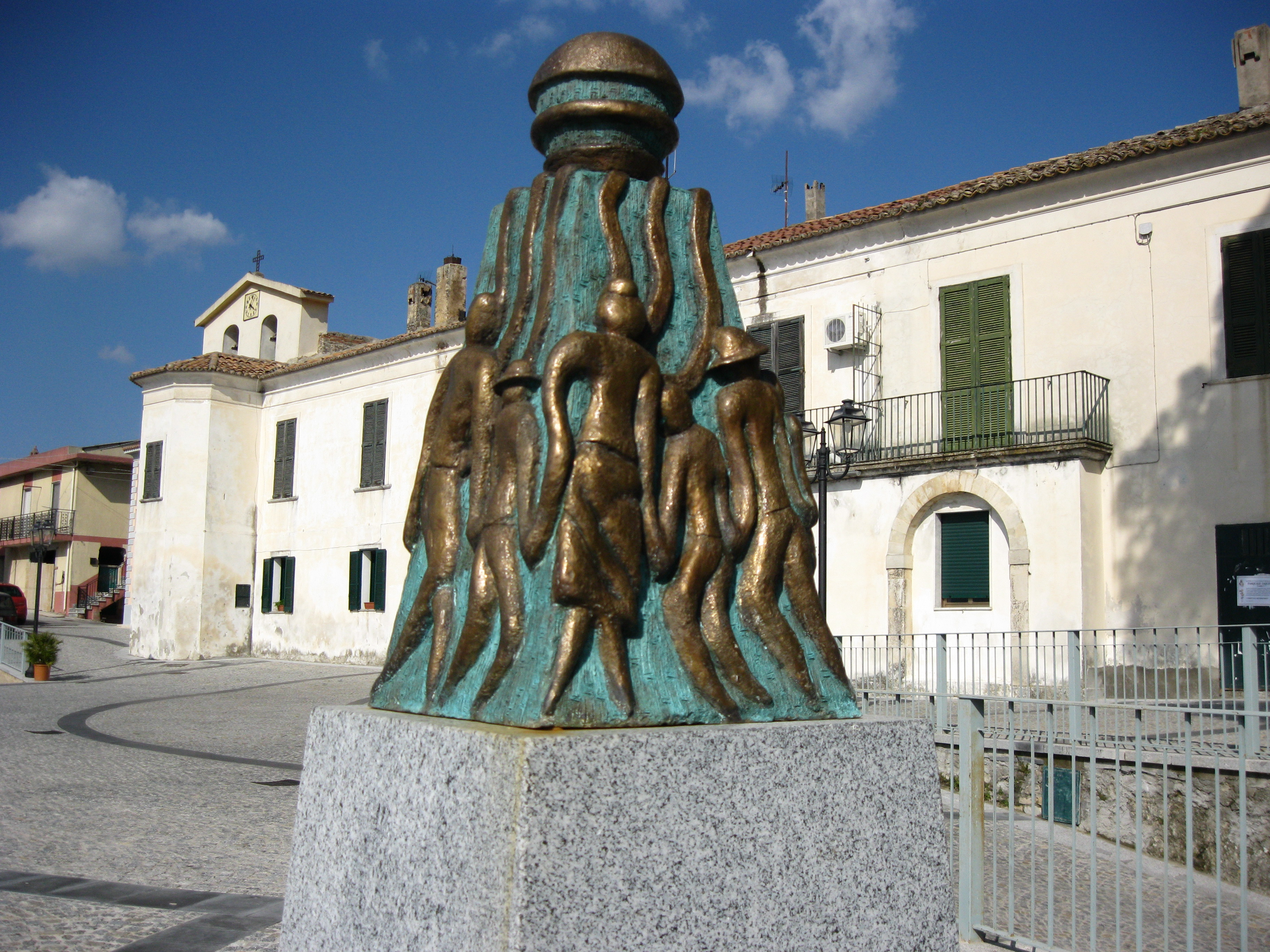
Monumento di Luigi Basile dedicato alla famiglia Barracco

#### Monumento dedicato alla famiglia Barracco di Luigi Basile
Nel 2010 è stato inaugurato nella piazza centrale della frazione Altilia di Santa Severina il monumento dedicato alla famiglia Barracco realizzato dall'artista Luigi Basile.
Alla fine del XVIII secolo la famiglia Barracco di Crotone non poterono vantare molte ricchezze; nell'arco di una cinquantina d'anni, però, arrivarono a possedere il più alto numero di proprietà terriere della Calabria diventando così la più ricca famiglia di latifondisti del Regno delle Due Sicilie e, in seguito, del Regno d'Italia.
Il monumento di Luigi Basile è un tributo alla famiglia Barracco e al loro impegno nel sostenere la gente umile e i contadini . Al suo apice, troneggia un maestoso sole, simbolo di luce, speranza e prosperità. Sotto di esso, si ergono le figure dei contadini, che rappresentano il cuore pulsante della comunità. I contadini si protendono verso il sole come simbolo di ambizione e desiderio di una vita migliore.
La scena è pervasa da un senso di gratitudine e di riconoscimento per l'aiuto generoso fornito dalla famiglia Barracco. Questo è evidenziato dalla posizione dei contadini, che guardano verso l'alto con sguardo rispettoso e ammirazione. Il monumento vorrebbe trasmette gratitudine verso la famiglia Barracco che ha offerto alla gente umile un lavoro e una terra, permettendo loro di costruire una vita dignitosa.